# 沙伊·哈頓
沙伊·哈頓（英語：Shay Hatten，1994年3月18日—），是美國編劇和製作人。他最著名作品是電影《捍衛任務3：全面開戰》（2019年）、《活屍大軍》（2021年）和《神偷大軍》（2021年）。

## 早期生活
哈頓出生於加利福尼亞州奧克蘭 。2016年，畢業於洛約拉馬利蒙特大學影視學院。

## 作品列表

### 電影
- 《捍衛任務3：全面開戰》（2019年）
- 《活屍大軍》（2021年）
- 《神偷大軍》（2021年）
- 《打卡獵人》（2022年）
- 《捍衛任務4》（2023年）
- 《Rebel Moon—第1部：火之女》（2023年）
- 《Rebel Moon—第2部：烙印之人》（2024年）

## 外部連結
- 沙伊·哈頓在互联网电影资料库（IMDb）上的資料（英文）